# Chaetonaevia
Chaetonaevia is een geslacht van schimmels uit de familie Calloriaceae. De typesoort is Chaetonaevia nannfeldtii.

## Soorten
Volgens Index Fungorum telt het geslacht drie soorten (peildatum maart 2022):
| Soortnaam                | Auteur(s) | Publicatiejaar |
| ------------------------ | --------- | -------------- |
| Chaetonaevia nannfeldtii | Arx       | 1951           |
| Chaetonaevia petasitis   | Svrček    | 1976           |
| Chaetonaevia ulmicola    | Svrček    | 1982           |